# Drum național 57B
Die Drum național 57B (rumänisch für „Nationalstraße 57B“, kurz DN57B) ist eine Hauptstraße in Rumänien. 

## Verlauf
Die Straße zweigt in Oravița (Orawitz) von der Drum național 57 ab und verläuft über das Anina-Gebirge. Im Tal des Minisch trifft sie auf die Drum național 58, die dort endet. Die DN57B führt weiter durch die Minisch-Klamm (Cheile Minișului) in das Tal der Nera und endet hinter Iablanița im Tal der Mehadica an der Drum național 6 (Europastraße 70).
Die Länge der Straße beträgt rund 97 Kilometer.